# Възнесение Господне (Ератира)
„Възнесение Господне/Христово“ (на гръцки: Ανάληψη, Αναλήψεως, Μαγούλα) е православна църква в село Ератира (Селица), Егейска Македония, Гърция, част от Сисанийската и Сятищка епархия.

## Местоположение
Храмът е построен на върха на скалистия хълм Магула, висок 60 m, който се намира на около половин час югозападно от Ератира.

## История
В 1930 година тук прави разкопки Антониос Керамопулос, при които в подножието на хълма е разкрито неукрепено село, а на върха му – праисторическа крепост, заобиколена от стена, от която до днес са оцелели само някои части.
В нишата на Светилището, пред плитка полукръгла вдлъбнатина, е запазен ктиторски надпис. Той се състои от шест реда с дребен калиграфски шрифт. Текстът, написан с черно върху почти бял хоросан, е поставен в елипсовидна рамка и е заобиколен от керемидена лента. Първият ред от надписа е наполовина покрит с варов хоросан, което го прави невъзможен за четене. Останалите редове са запазени в сравнително добро състояние.
Надписът гласи следното:
| „ | […]οὗτος κ(αὶ) // πᾶνσεπτος ναὄς τις ἀναλ[ή]ψεως τοῦ κ(υρίο)υ κ(αὶ) Θ(εο)ῦ κ(αὶ) σοτίρος ἡμõν ἰησοῦ // Χ(ριστο)ῦ δι‘ἐξόδου κ(αὶ) δαπάνης τοῦ εὐγεν[εστ]άτου ἄρχουσι κ(υρίο)υ γεοῥγίου ἠς μνιμόσι // μόσίνου αυτού κ(αὶ) τον γ[ο]νέον αυτου ἀῥχιερατεύοντõς τοῦ μακαριῶτά // του κ(υρίο)υ ζοσιμα ἑφιμεῥεύοντος τ[όν] ευλαβεστάτον Ιερεον δίμήτῥίου // πᾶὺλου καὶ γεὀργὶου ~Εν ἔτι σοτιῥίω ˏαψλϛ ⁝ ιουνιου κγ ⁝ | “ |

Според надписа храмът е построен и изписан със средства на Георгиос на 23 юни 1736 година, по време на йерархията на Зосима. В текста ударенията и придиханията най-често са поставени неправилно, докато в някои думи отсъстват. Има малко съкращения и много правописни грешки. Третият ред се отнася до ктитора, финансирал строежа и украсата на църквата, споменат само с кръщелното име Георгиос. Това е Георгиос Йоанис Коемцопулос, който е бил изобразен в цял ръст отляво до входа. За съжаление, портретът му не е оцелял до днес. Подробно описание на чертите на лицето му, величественото му облекло и самоличността му обаче е дадено от Керамопулос.
Името на зографа не присъства в надписа, явление, който характеризира всички паметници на Селица с ктиторски надписи. Фактът, че подобен надпис с малки букви има и в църквата „Свети Николай“ (1767), без да е споменат зограф кара някои изследователи да предполагат, че изписването на тези две църкви е дело на селишки зографи, произхождащи от школата на „Свети Атанасий“. Според Атанасиос Гьомблакис отсъствието на подписи на първите селишки зографи се дължи на възраждането на стара тенденция зографите да не подписват произведенията си от съображения за смирение.

## Архитектура
В архитектурно отношение църквата е типична за епохата – нисък, почти правоъгълен еднокорабен храм, с по-късно добавен портик на запад, докато на изток се издава само полукръглата ниша на Светилището. Външно зидарията е проста и лоша, изработена от камък и сантрачи от местни материали. Единственият източник на светлина е прозорец, който е отворен по-късно от южната страна. Вътре в наоса се пази иконографската украса само по страничните стени с изображения на светци в цял ръст. Останалите повърхности са били варосани, но са описани преди това. Стенописите в Светилището са запазени в сравнително добро състояние.